# Cinema Arkadin
El Cinema Arkadin va obrir les portes el 17 d'abril de 1976 a la Travessera de Gràcia, 103 de Barcelona. Anteriorment havia estat seu del Teatre Don Juan. Disposava de dues sales, Arkadín 1 i Arkadín 2 amb 128 i 88 butaques respectivament.
Els creadors d'aquests nou cinema foren Jaume Figueres i Antoni von Kirchner. L'origen del nom es troba en el personatge dibuixat per Orson Welles a la seva pel·lícula, Mister Arkadin. El disseny va anar a càrrec de Joan Antoni Castañé Llopart. La temàtica principal era el cinema d'autor. Les primeres projeccions van ser Águirre, la cólera de Dios, a la sala 1, i Ásylum, a la sala 2. El Circulo A va estar al capdavant fins al 31 de desembre de 1978. El primer dia de 1979 se'n va fer càrrec Cinesa. El 1977, la sala va rebre el Premi Sant Jordi a la millor sala especial.
Va tancar les portes el 28 de juny de 1999.